# Hirsutospirellidae
Hirsutospirellidae es una familia de foraminíferos bentónicos del suborden Involutinina y del orden Involutinida. Su rango cronoestratigráfico abarca el Noriense (Triásico superior).

## Clasificación
Hirsutospirellidae incluye al siguiente género:
- Hirsutospirella †